# ای. جی. کوک (تهیه‌کننده موسیقی)
الکساندر گای کوک (به انگلیسی: Alexander Guy Cook) (زادهٔ ۲۳ اوت سال ۱۹۹۰) خواننده و ترانه‌سرای انگلیسی و همچنین رئیس شرکت پی‌سی موزیک می‌باشد.